# Tiếng Ido
Tiếng Ido (tiếng Anh phát âm: / i ː doʊ /) là một ngôn ngữ nhân tạo đã được tạo ra với mục tiêu trở thành một ngôn ngữ toàn cầu thứ hai cho những người nói những ngôn ngữ khác nhau nhưng dễ học hơn hơn các ngôn ngữ dân tộc. Không giống như tiếng Anh, mà là một ngôn ngữ tự nhiên và là ngôn ngữ thường bất quy tắc, tiếng Ido được thiết kế đặc biệt theo quy tắc ngữ pháp, chính tả, và từ điển, và không có lợi cho một trong những ai có lợi thế cho riêng ai nhờ sự thông thạo ngôn ngữ bản địa. Trong ý nghĩa này, tiếng Ido được phân loại như là một ngôn ngữ phụ trợ quốc tế được tạo ra một cách có ý thức phụ trợ Ngôn ngữ (conIAL). Nhiều dự án cải cách khác xuất hiện sau khi Ido ra đời: ví dụ như Occidental và Novial xuất hiện sau đó nhưng đã từ nhạt dần vào quên lãng. Hiện nay, Ido là một trong ba ngôn ngữ phụ (cùng với Esperanto và Interlingua) có cơ sở người sử dụng và có nền văn học khá lớn.